# ラブホテル

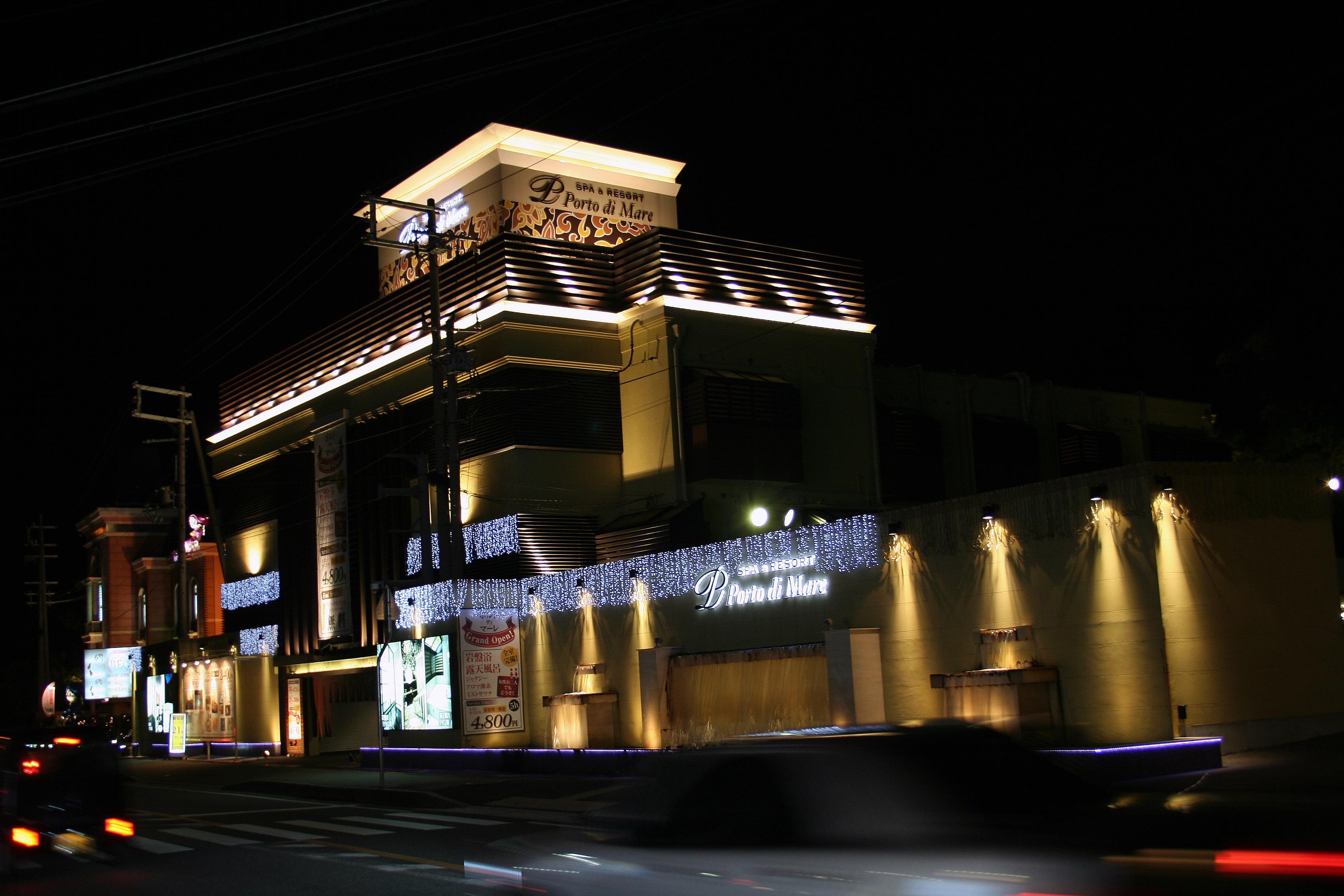
外観がライトアップされる場合が多い（兵庫県姫路市）

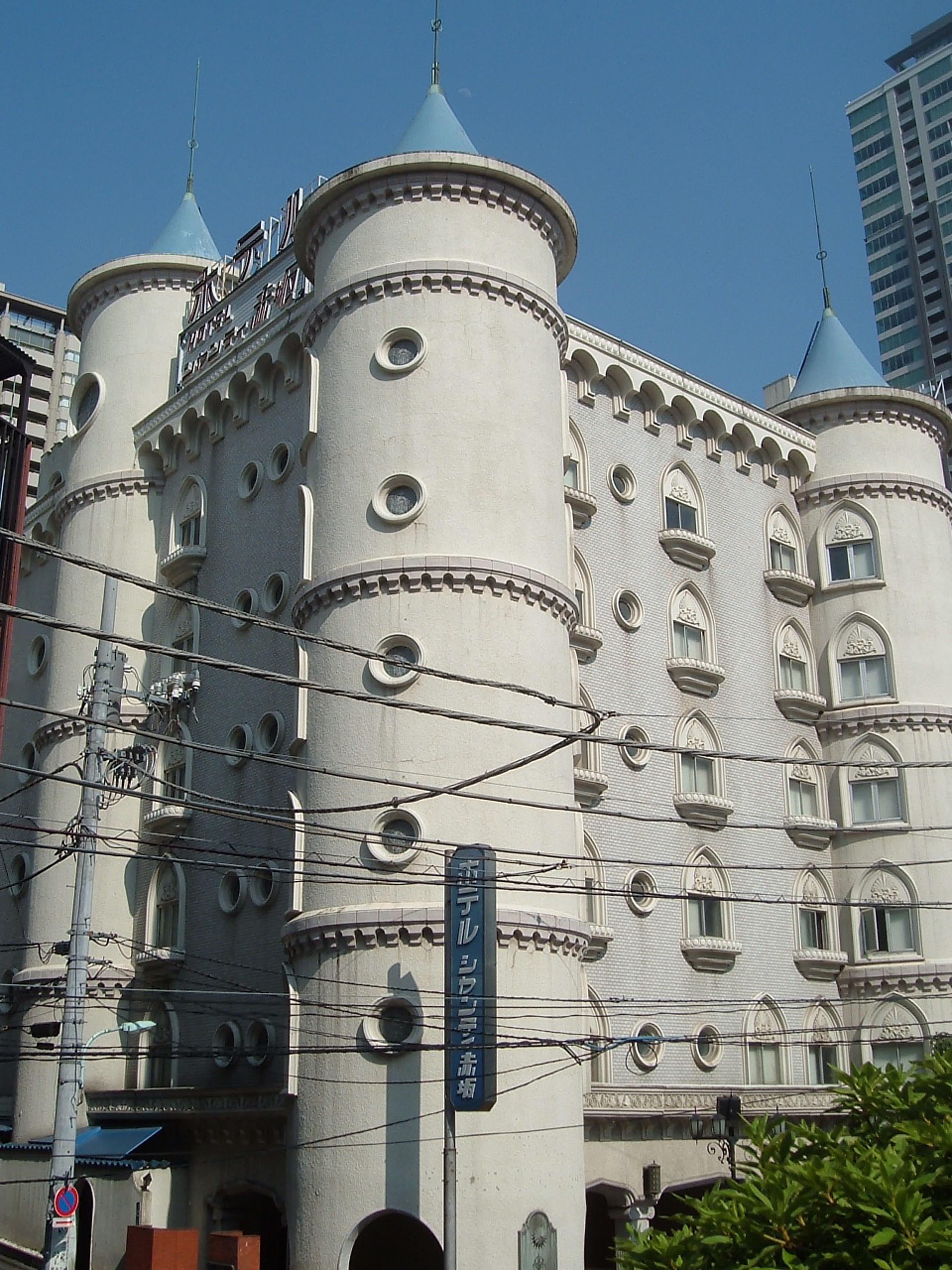
派手な外観をもつものが多い（赤坂）

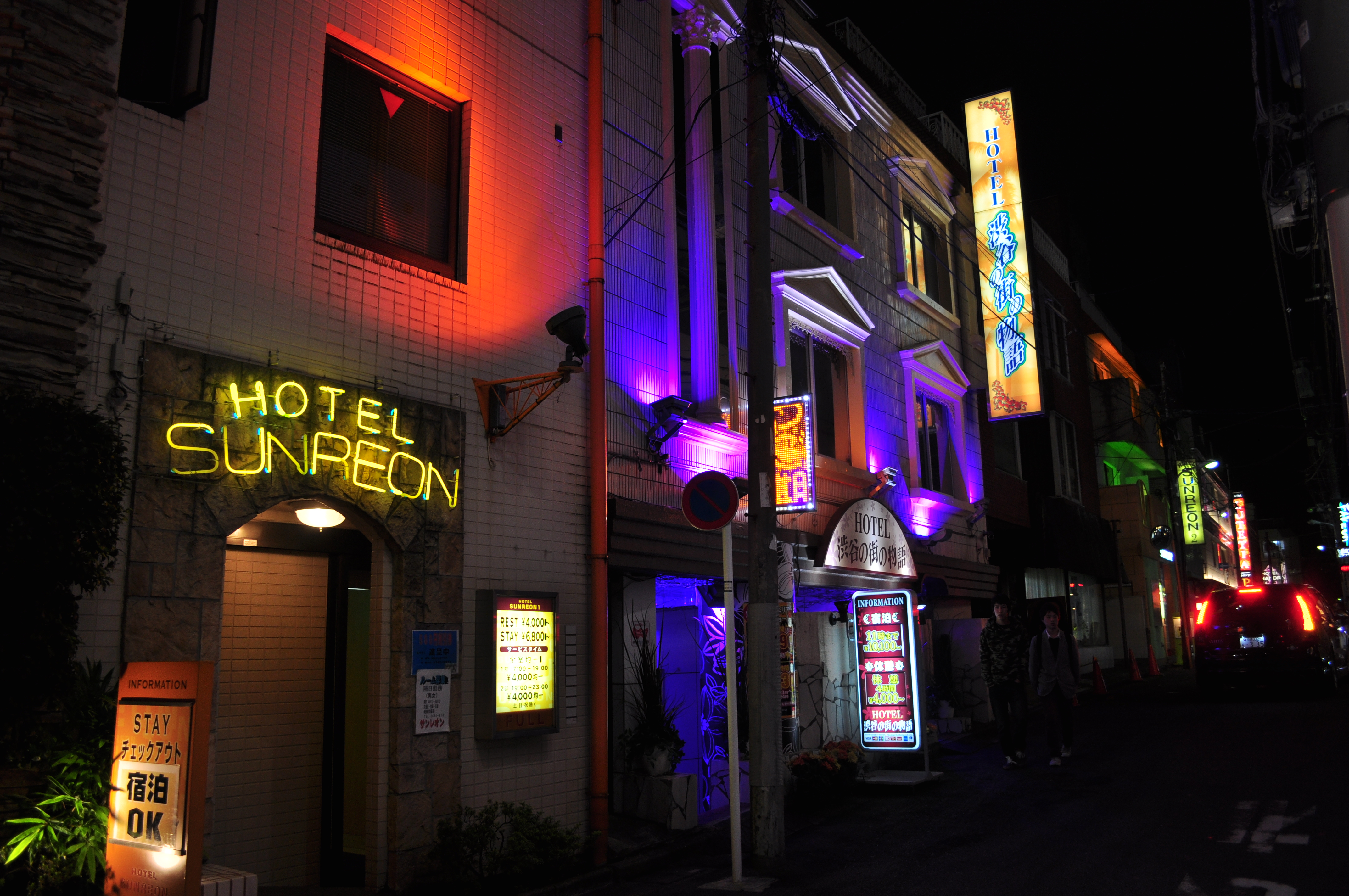
ラブホテル街。条例で建設場所が限定され、同一地域に集中する場合が多い（渋谷区）。

ラブホテルとは主に、休憩や宿泊、入浴に適した最低限の設備や部屋を持ち、予約なしで訪問して休憩滞在もしくは宿泊できる建物であり、利用客のほとんどが恋愛関係のカップルである施設を指す。ラブホ、ファッションホテルとも呼ぶ。
日本では風俗営業法の許可を受けて営業する必要があり、全国のラブホテルの軒数は2023年度時点で4,724軒であり、ここ5年では毎年110件程度減少している。
18歳未満の未成年は利用することができず、施設の入り口等に未成年が立ち入りしないように立ち入り禁止を示す文言あるいはマークが掲示されている。
海外でいうモーテルだが、豪華な設備や華美な装飾等、日本独自といっていい進化を遂げた施設でもある。

## 用語
「ラブホテル」の別称として、ファッションホテル、カップルズホテル、ハッピーホテル、アミューズメントホテル、レジャーホテル、モーテル、ブティックホテルなどがあるが、レジャーホテル、ブティックホテル、モーテルなどの本来の意は性行為に限定した宿泊施設ではない。そのため、ブティックホテルはラブホテルの代用語としては使われなくなった。

## 日本のラブホテル
- ホテル名で多く使われる名称は多い順に「アイネ」「リゾート」「ビラ（ヴィラ）」となっている[7]。「ホテル ゴリラの夢」「と、いうわけで。」「ホテルだぞぉ〜」といったユニークな名称のホテルも各地に点在する[8]。
- ロビーに部屋を選ぶ写真パネルがあることが多い[9]。
- 人と対面せずに精算ができるように、客室に自動精算機が設置されている施設が多い。法律上の問題から精算機は「客室両替機」と称している。これは、ラブホテルに対する世間体の悪さから従業員を集めるのが困難なため、モラルの低い人でも雇わざるを得なかったことから、利用料の着服が問題となったのが発端である。しかしプライバシーの確保や精算の効率性など高い利点がある[10]。
- ホテルと言えども必ずしも宿泊を要さず、チェックインする時間帯によっては、宿泊せず短時間でチェックアウトする「休憩」というシステムが利用できる。通常は1-3時間程度の時間設定となっている[9]。
- コンドーム（避妊具）が用意されているところが多い[11]。
- 基本的には男女2人での利用が原則であるが、同性や3人以上での利用を認めているホテルもある。ただし同性での利用を女性のみの場合に限っている、もしくは3人以上での利用を可能としながら男性2人以上での利用を禁止している場合もある。

### サービス

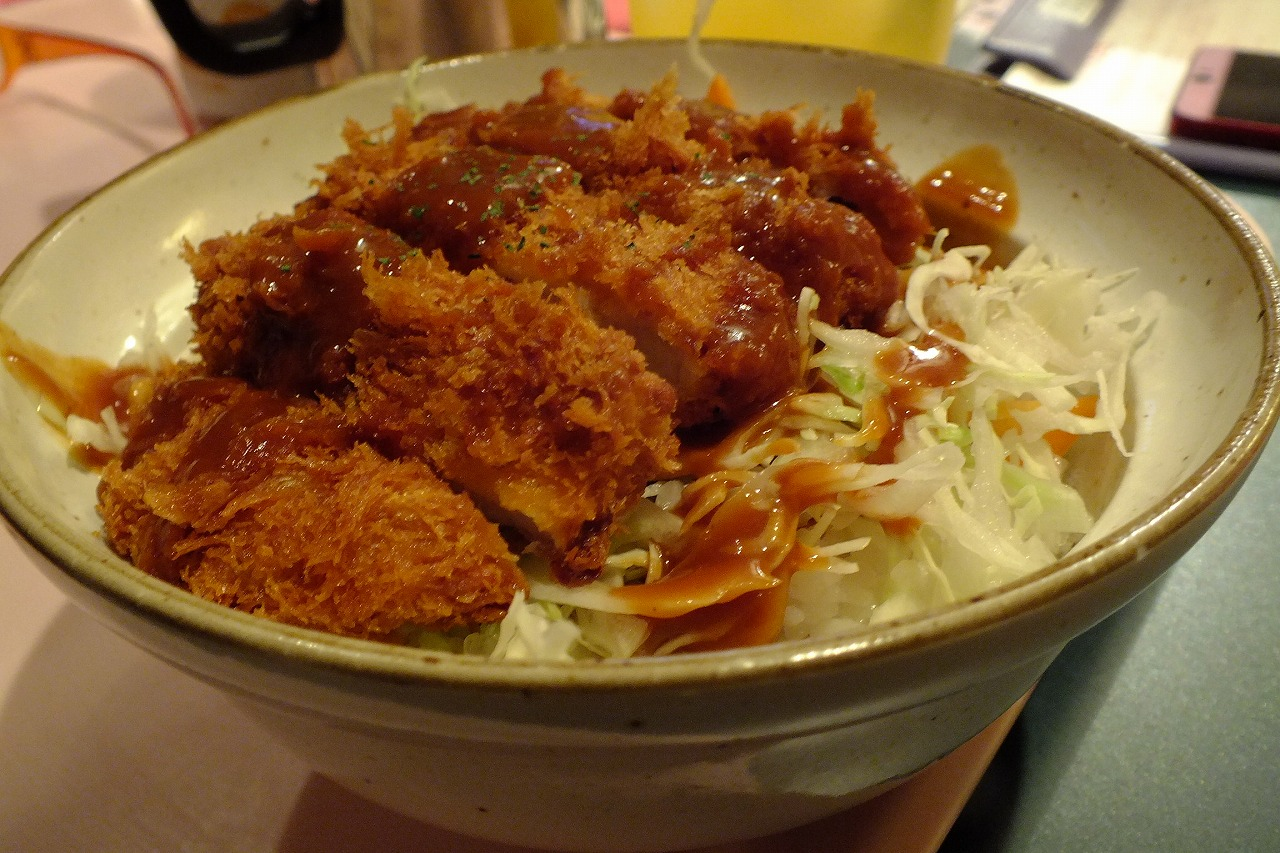
食事：ドリンクなどのサービスは一般的で、客単価向上と滞在時間延長をもたらせる。無償サービスのホテルもある。

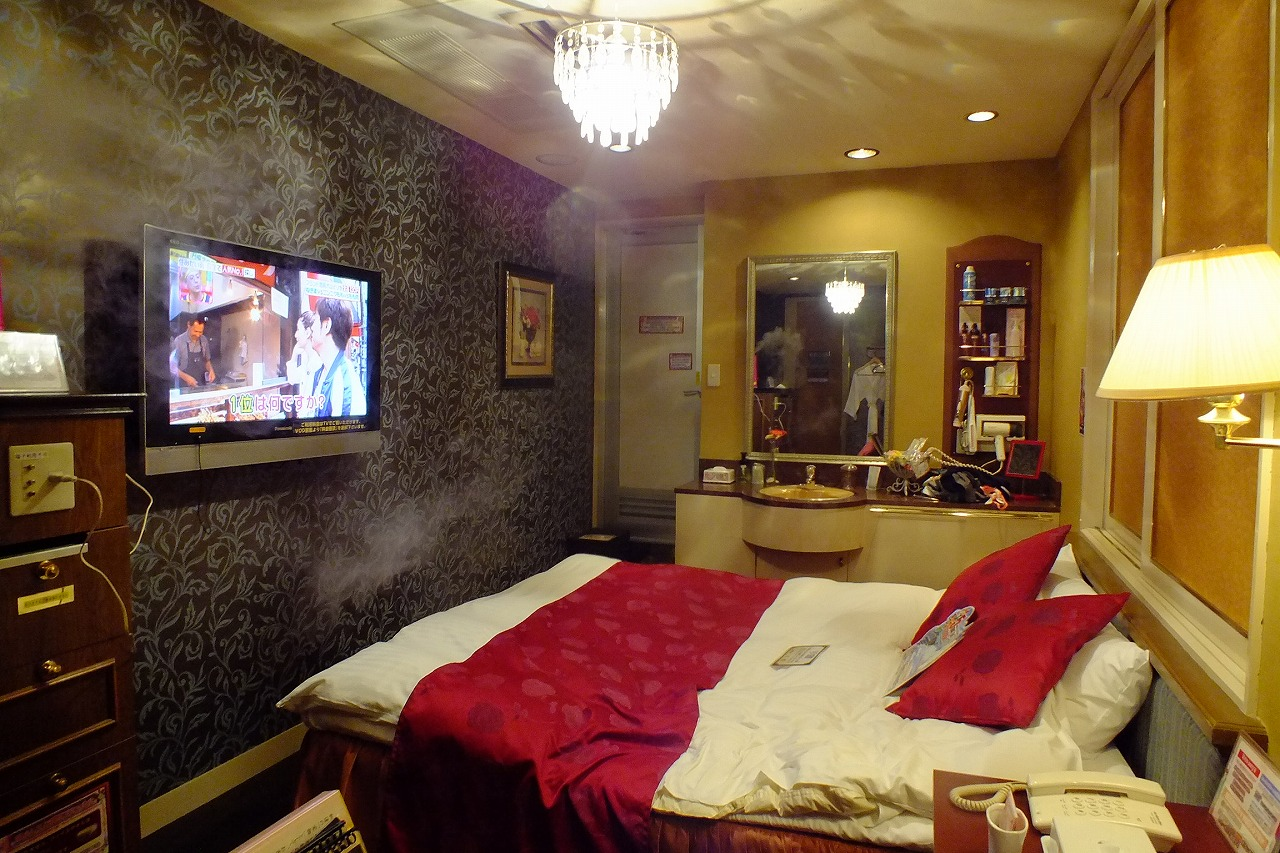
新風営法が施行された1985年以降、回転ベッドなどの華美なサービスは衰退し、近年では年配層を意識したシックな内装が好まれている。

ただ宿泊だけを目的とした施設ではないので、客に対して様々なサービスがある。
ウォーターベッド（マットレスに水が充填されている）が設置されていたり、電飾やミラーボールなどの通常のホテルではまず見られないコンセプトで内装が作られていたり、SM用具などの設備が用意されていたり、コスプレ用コスチュームをレンタルしたりといったサービスもある。また、マッサージチェアや、落書き帳などが設置されている例も見られる。
部屋にある精算機や、フロントと各部屋を繋ぐエアシューターによって、部屋にいながら会計ができるホテルもある。客が部屋に入るとフロントからの遠隔操作で部屋の扉が施錠され、部屋内の精算機で料金を支払うか、電話でチェックアウトを告げるまで開錠されず出られないようになっている店もある。これが仇となり、火災の際に部屋から出られず客が死亡したケースもある。
なお、日本以外のアジア圏各国と異なり、日本では一般の旅館業法ホテル（ホステル、ドミトリー等除く）でもテレビ等でアダルトチャンネルを普通に視聴することが可能であり（ただし有料であることが多い）、これはラブホテル特有という訳ではない。

#### 回転ベッド
回転ベッドとは機械的操作によってマットレスを左右に回転させることができる円状のベッドである。
1960年末頃、大阪で登場したと見られる回転ベッドに代表される電動ベッドは、目新しさを好む客に受け、様々な趣向を凝らしたものが登場した。
しかし回転ベッドは、1985年の新風俗営業法によって「政令で定める構造又は設備」の一つとなった。そのため回転ベッドを設置するホテルは「店舗型性風俗特殊営業」となり、そのようなラブホテルの新設が1985年以降できなくなってしまっている。現在、その姿を見ることはほとんどなくなったが、今でも稼働中の回転ベッドが1985年以前から営業を行っている各地の古いホテルに存在するとみられる。また、インフルエンサーが紹介した回転ベッド付きのホテルがSNSで話題となり、女子会やコスプレイヤーの撮影イベントなどで人気となるといった新たな傾向も見られる。
回転ベッド自体は主に個人向けの設備として現在も受注による製造・販売されており、東京ビッグサイトで行なわれるラブホテル業界向けの展示会にも出品されている。発案者は、電気工事を生業としていた「加藤雄二」という説や、名古屋で健康器具メーカーを経営する「奥村武司」、設計家の「早川文彦」など、諸説ある。
2025年現在、国内では家具メーカーのオリジン工芸のみが製造を行っている。
リビアの最高指導者であったカダフィ大佐は、日本のラブホテルで使われている回転ベッドを業者から輸入し愛用していた。これはトリポリにあるリビア大統領官邸が米軍に爆撃された時、各国の報道陣に現場映像を公開したとき明らかとなった。

### 立地
- 繁華街の少しはずれに密集し、いわゆるラブホテル街を形成している場合がある（東京・円山町、大阪・兎我野町、福岡・今泉）。
- 寺が密集する寺町周辺。精進落としとして栄えた遊郭街の名残が主（東京・湯島、鶯谷、大阪・生玉町、名古屋・新栄、福岡・今泉）[22]。
- 高速道路のインターチェンジ周辺や幹線道路沿い[注 3]にもしばしば見られる。新横浜駅周辺も現在は普通の商業地であるが、新設からしばらくの間は、東海道新幹線の車内からもラブホテルの林立が目を引いた[22]。
- 治安安定、青少年の健全育成の目的から、ラブホテル規制条例を制定する自治体も少なくない。

### 防犯
1980年代前後、ラブホテルにおける殺人事件が多発したため、警察の指導により監視カメラが設置されていることが多い。これは顧客名簿に記入しないことに対する代替処置でもある。
風営法届出のラブホテルは18歳未満は入店禁止であるため、18歳未満の子連れである家族単位での利用は認められない。

### 風俗営業法上の位置づけ
風俗営業法は、「店舗型性風俗特殊営業」の一つとして「専ら異性を同伴する客の宿泊（休憩を含む）の用に供する政令で定める施設（政令で定める構造又は設備を有する個室を設けるものに限る）を設け、当該施設を当該宿泊に利用させる営業」（第2条第6項4号）と規定している。
さらに、「風俗営業等の規制及び業務の適正化等に関する法律施行令」（第3条）や「風俗営業等の規制及び業務の適正化等に関する法律施行規則」（第4条）で「施設、構造、設備」についての基準を規定している。
具体的には以下のとおり。
- レンタルルームその他個室を設け、当該個室を専ら異性を同伴する客の休憩の用に供する施設のうち、次の設備を有するもの
  1. 動力により振動し又は回転するベッド、横臥している人の姿態を映すために設けられた特定用途鏡で面積が一平方メートル以上のもの又は二以上の特定用途鏡でそれらの面積の合計が一平方メートル以上のものその他専ら異性を同伴する客の性的好奇心に応ずるため設けられた設備
  2. 性的好奇心をそそる物品を提供する自動販売機その他の設備
  3. 長いすその他の設備で専ら異性を同伴する客の休憩の用に供するもの
- ホテル、旅館その他客の宿泊・休憩の用に供する施設[注 4]のうち、
  1. 食堂（調理室を含む）又はロビーの床面積が、一定数値に達しない施設
  2. 当該施設の外周に、又は外部から見通すことができる当該施設の内部に、休憩の料金の表示その他の当該施設を休憩のために利用することができる旨の表示がある施設
  3. 当該施設の出入口又はこれに近接する場所に、目隠しその他当該施設に出入りする者を外部から見えにくくするための設備が設けられている施設
  4. フロント等にカーテンその他の見通しを遮ることができる物が取り付けられ、フロント等における客との面接を妨げるおそれがあるものとして、カーテンその他の見通しを遮ることができる物が、フロント、玄関帳場その他これらに類する設備において客が従業者と面接しないで利用する個室のかぎの交付を受けることその他の手続をすることができることとなる位置に取り付けられている状態にある施設
  5. 客が従業者と面接しないで機械その他の設備を操作することによつてその利用する個室のかぎの交付を受けることができる施設その他の客が従業者と面接しないでその利用する個室に入ることができる施設

のいずれかに該当するもので、
  1. 客の使用する自動車の車庫が通常その客の宿泊に供される個室に接続する構造
  2. 客の使用する自動車の車庫が通常その客の宿泊に供される個室に近接して設けられ、当該個室が当該車庫に面する外壁面又は当該外壁面に隣接する外壁面に出入口を有する構造
  3. 客が宿泊をする個室がその客の使用する自動車の車庫と当該個室との通路に主として用いられる廊下、階段その他の施設に通ずる出入口を有する構造

のいずれかに該当する構造を有し、
  1. （#該当の施設のみ）動力により振動し又は回転するベッド、横臥している人の姿態を映すために設けられた特定用途鏡で面積が一平方メートル以上のもの又は二以上の特定用途鏡でそれらの面積の合計が一平方メートル以上のものその他専ら異性を同伴する客の性的好奇心に応ずるため設けられた設備
  2. （#該当の施設のみ）性的好奇心をそそる物品を提供する自動販売機その他の設備
  3. （*該当の施設のみ）宿泊の料金の受払いをするための機械その他の設備であつて、客が従業者と面接しないで当該料金を支払うことができるもの

のいずれかに該当する設備を有するもの。

そのため世間からラブホテルと考えられる内容と必ずしも合致せず、法に該当しないラブホテルも存在する。

### 問題点
- ホテルの経営者又は利用者により設置された隠しカメラで他人の性行為の映像が盗撮されることがある。ものによってはアダルトビデオ作品となり市場に出回ったり、また編集がなされていない場合は個人間で交わされたプライベートな会話や個人情報が流出していることもある。
- 2000年代以前において料金支払いは現金での受け渡しが主であり、領収書もほとんどの場合、客も受け取らないため出さないことも多かった。また、旅館業法では宿泊者名簿の設置を義務づけ（第6条）ているが、ラブホテルではほとんど記入する人がいないこともあり、これらのことから宿泊者数を実際の宿泊者数より少なく税務署に申告する経営者が多く、脱税の温床だと言われ、映画「マルサの女」の題材にもなった。しかし、1990年頃よりレジャーホテルにおいて入室管理にコンピュータと同時に客室の自動精算機が導入され普及しており、現在は基本的には客室自動精算機による精算方法となっていることに加え、クレジットカードの普及と電子決済利用の増加もあいまって、風俗業のなかでも売上の改ざんによる脱税が困難な業種である[26][27]。
- 性的行為を明けっ広げに行うという側面上、種々の体液や場合によっては糞尿を撒き散らす事もあり、衛生上問題がある。旅館業法ホテルよりも念入りにシーツ交換や浴室清掃は行われている筈だが、ラブホテルによって程度に差異がある。そのような事から衛生管理に問題がある施設も多いといわれる。生物医学研究所所長である青木皐の研究によると、全国のホテル80箇所を調査したところ、浴室のコップは全体の78.8%から一般生菌、48.7%からブドウ球菌、3.8%から大腸菌群を検出したという。便座の表側からは、一般生菌100%、ブドウ球菌70%、大腸菌群約10%を検出したとの調査結果を発表した。[要出典]

### 地域性

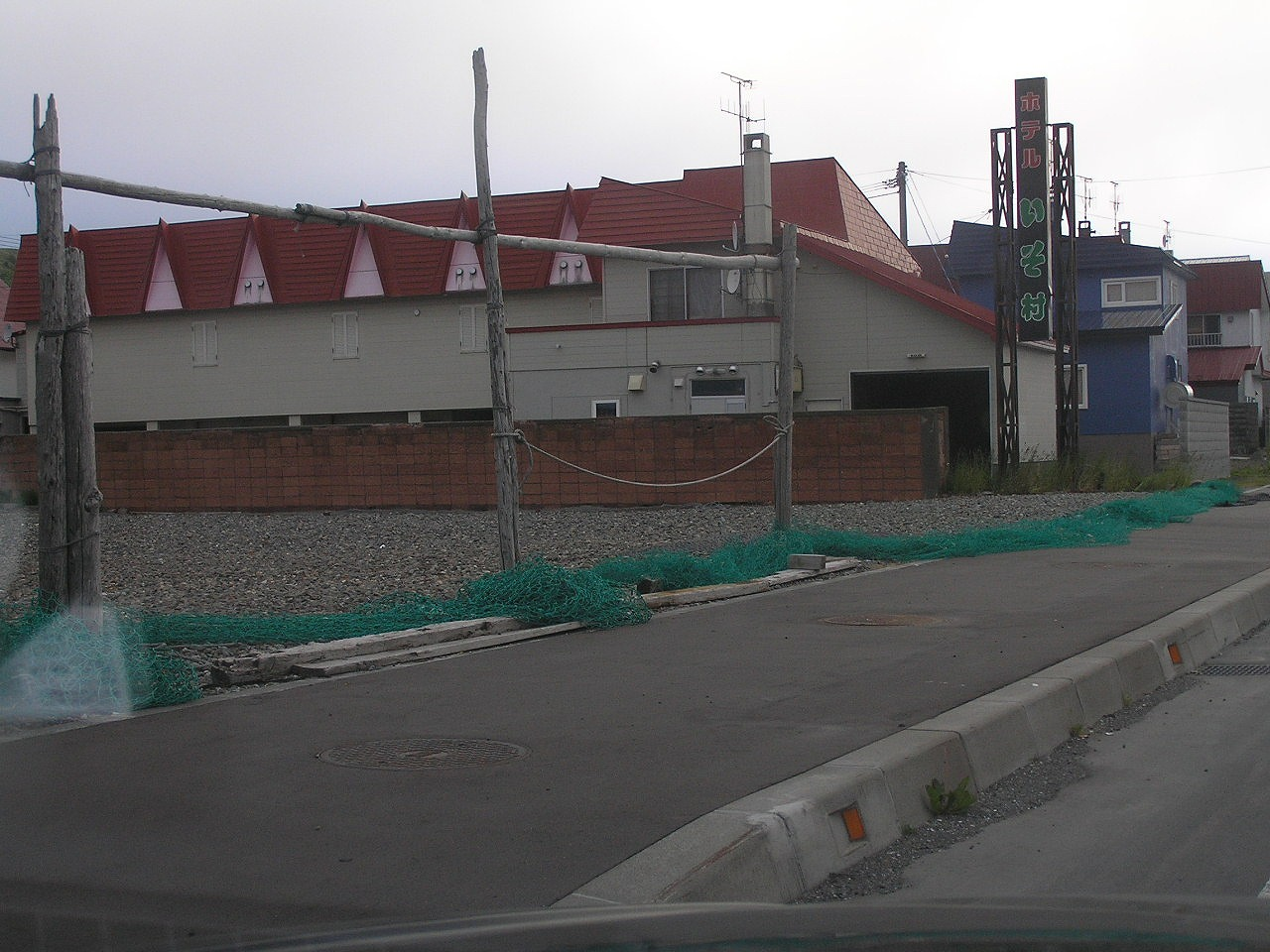
稚内市にある日本最北端のラブホテル

地域別に見たラブホテルの特徴は以下の通りである。
- 北海道では比較的バリアフリーが進んでいる。
- 東京は、洗練されたスタイリッシュな外観が特徴。都市であるため部屋が狭め。
- 名古屋は豪華絢爛で、デパートの菓子が提供される。
- 大阪では、休憩が一時間からとなっており、グッズレンタルやオプションの無料サービスが多い。回転ベッドの導入やお菓子サービスなど、新しいサービスを流行させる傾向にある。
- 沖縄では、カラオケ目的で来る若いカップルが多い。

### 学術研究
ラブホテルに関する学術研究は数が少なく、包括的な論考は少ない。
社会学の分野では、比較文化論の見地からラブホテルを考察した研究が存在する。
この研究を行ったキム・イッキョンは、5年間で1000室超のラブホテルを調査しており、後に『スポーツニッポン』紙上に「ラブホ大学院」と題した連載を持つに至る。男と女の性愛学〜格差社会の最新版〜「ラブホ&セックス進化論」を週刊ポスト2009年6月26日号に寄稿するなど風俗ライター的な活動を行っている。

### 利用者数
日本国には2005年現在約3万軒のラブホテルがあり、1軒あたりの平均客室は、約20室。一部屋につき1日2、3組の客が利用するというデータを元に計算すると、1日の全国の利用者は、約200万人に達する。利用に便利な日本全国のラブホテル等を紹介したホテルポータルサイトや、ホテルを紹介した雑誌などもある。

### 事件
新宿歌舞伎町ラブホテル連続殺人事件
新宿歌舞伎町ラブホテル連続殺人事件とは、1981年3月から6月に東京都新宿区歌舞伎町のラブホテルで3人の女性が相次いで殺害された事件（未解決）である。ラブホテルにおける防犯対策が取られる契機になった事件でもある。

### 日本における歴史

#### 江戸時代以降
起源は、江戸時代茶屋の奥に布団が敷かれた「出会茶屋（色茶屋）」や、河原の遊覧船で行為する「川舟」と言われている。
明治時代に鉄道が開通すると、新橋界隈に待合茶屋（待合）が次々と開業し、高級な待合は政財界人の打ち合わせや芸妓遊びなどに利用された。対して安価な待合が現在のラブホテルの原型であるといわれている。
第二次世界大戦前には、ダブルベッドが置かれた「円宿」も活況を呈し職業婦人から人妻、芸者も利用していた。

#### 終戦後
第二次世界大戦後は戦災で家を失くした者も多かったことから青姦が流行し、特に皇居周辺や大阪城周辺で青姦が多発した。
住宅事情も悪く、狭い家屋で子供の目を気にする夫婦も多かったことから、本来労働者の宿泊所として経営していた和室の「連れ込み宿」（連れ込み旅館、アベックホテル、連れ込みホテル）が流行するようになる。宿泊客と異なり来客の回転率が高かったこと、また銭湯もない時代に「風呂あります」と掲げたことから宿は大繁盛した。
1957年（昭和32年）、売春防止法が制定されると、遊郭が廃止されたことからその人気は益々拍車をかけた。廃業を強いられた遊女屋が転業するケースが多かったが、活況ぶりを見て一般の住居を改装するケースもあったという。1961年、都内の連れ込み旅館の件数はおよそ2700件に上った。
宿の名前は、「○○旅荘」「○○家」といった一般の旅館と区別のつかないものが一般的であり、佇まいも旅館との差異はほぼ無く、女中がお茶出しをしていた。

#### 高度経済成長期以降
1963年（昭和38年）には、アメリカから帰国した中島孝司によってモータリゼーションの発展に伴い、石川県加賀市に日本初のモーテルといわれる「モテル北陸」が開業。当初は長距離ドライバーやドライブ帰りの家族客を当て込んでいたが、当時の住宅事情もあってセックスを目的としたアベックが殺到。需要があるならとそちらに経営方針を転換、現在のラブホテルにも採用されているシステムを多く生み出した。鉄道駅界隈のみであった連れ込み宿と異なり、カップルが知人に会うリスクも回避できる上、地価の安い山の中に建設できること、またモーテルという欧米のお洒落なイメージが人気を博し、地方にも続々と拡散。1968年には1413件まで拡大した。
1960年代後半からデザイナー・亜美伊新等による豪華絢爛でユニークな「仕掛けホテル」として、派手なネオン、鏡張りの内装、回転ベッドや透明風呂などセクシャルなアイテムが備えられたホテルが見られる様になった。特に東京の千駄ヶ谷でそのような施設が多く見受けられた。
1970年代には「ラブホテル」という呼び方が一般的となり、“ラブホテル＝徒歩で入るホテル、モーテル＝車で入るホテル”という線引きで仕切られた。ホテル名は、「エリザベス」「ロイヤル」「皇帝」等といった西洋の王族をイメージする屋号が流行した。また1970年（昭和45年）の大阪万博を機に、「アメリカン」「ニューヨーク」「ナイアガラ」といった外国の地名を模した屋号も増加した。
1973年(昭和48年)には、おとぎ話の城のような外観、男女がゴンドラに乗りお風呂に入るという「ゴンドラバス」等豪華な設備の目黒エンペラーが開業となり、全国にお城型のラブホテルが増加した。特に地方では存在感を目立たせなくては注目され難かったことから、派手なネオンサインなど人目を引く外観のホテルが特徴であった。
70年代前半までアメニティグッズは男性用のみであったが、70年代後半に出勤前にホテルでセックスしてもヘアセットが崩れないという理由から、シャワーキャップがバーのホステスに好評を博し、女性用のアメニティグッズが増加した。

#### 改正風営法施行以降
『11PM』や『トゥナイト』といったテレビ番組、『平凡パンチ』や『週刊プレイボーイ』といった週刊誌など、マスメディアで過激な性情報が取沙汰されたことから、ラブホテルは1980年代にはパチンコ店と並び、「作れば儲かる」という千客万来の時代が訪れた。しかし1985年（昭和60年）には、「18歳未満の者の性非行の場に供されることが極めて多い」という想像から制定された改正風営法や、風紀の悪化を懸念した自治体の条例により、このような形態でラブホテルを新規開業することは非常に申請手続きが煩雑になった。
そこで手続きが簡単なビジネスホテルとして建築してから、その後に改装してラブホテルとして営業するホテルが増加する。これらは風俗営業法により届け出されている正規のラブホテルと分けて偽装ラブホテルと言われていた。警察用語では類似ラブホテルと言われた。元地方の業界団体代表が逮捕されるなどして社会問題となった。。
その頃より、男女雇用機会均等法の改正を発端に女性の権利が向上し、ホテル選びの主導権が女性に移り始めたこと、ラブホテルがブティックホテルと呼ばれるようになる等、都会的なシンプル様式に需要が伸びたこと、建築費が安く済むことから、外観的に一般のホテルと大差ないラブホテルが増加した。ホテル選びの主権が女性に移ろいだことによりホテルの屋号は海外旅行で人気の高い「パリ」、「フィレンツェ」、また女性の結婚願望を意識した「チャペル」や愛らしい名称等女性受けの良い語呂へと変化した。

#### 衰退とラブホテルの変化
1990年代、ぴあ等の若者向け情報誌でもラブホテルが紹介され、カラオケ、エステといった進化したサービスが付随されるも、90年代後半からラブホテルは衰退に入る。
これは、1970年に260万人いた二十歳の人口が半分以下となった少子高齢化を主因とする。ほかに、草食系男子の流行等、恋人のいない若者の増加傾向、さらに娯楽が多様化し相対的にラブホテルのバリューの低下がある。加えて一人っ子家庭や共働きの両親の増加、子供が自宅に恋人を招いてセックスすることに対して寛容になった家族の増加などの環境変化も一因とされている。
ビジネスホテル、旅館のカップル向けサービスとの競争もある。ビジネスホテルではビジネス利用を謳いながらダブルベッド・クリスマスやバレンタインのプラン・自動精算機等を導入し、旅館では個室露天風呂、全室離れ、入口のわかりにくい隠れ家風、日帰りプランといったカップル向けサービスを採用しラブホテルに対抗している。
高齢者、中高年夫婦、女性の利用が期待されており、女子会利用を掲げるホテルも増加している。
ラブホテルをひとりで利用する、いわゆる「ひとりラブホ」の利用も増えている。利用の目的としては、大きな室内や風呂、そして遮音性に優れることから、通常のビジネスホテルの代替利用で宿泊するケースのほか、夜勤者が昼間に仮眠をとるような場合、そして、単にひとりで閉鎖的空間で過ごしたい、といった理由があげられている。ビジネス利用客が増えるのはホテルとしても歓迎する。このため、インターネット予約や、さらに積極的にビジネス利用を前提にした設備を打ち出しているラブホテルもある。ひとり利用歓迎、と明示しているホテルも増えつつある。
2011年1月に施行された改正風俗営業法により、それまで旅館業法にもとづき営業されていた全国の偽装ラブホテルのうちおよそ2700軒が、風営法上の移行申請手続きを行い正規のラブホテルとなった。
2011年の東日本大震災の被災地では、家族連れで利用された。

#### 近年の動向
2016年、政府はラブホテルの一般ホテルへの改装を条件付きで後押しする方針を固めた。訪日外国人旅行者の増加を受け、東京や大阪周辺の一般ホテルの需給が逼迫するようになったため、旅館業法上の条件を満たすようにラブホテルを改装し、宿泊客の受け皿とする目的が指摘されている。
日本の旅行会社はラブホテルとの契約に及び腰な状況が続いていたが、先入観に囚われない海外のオンライン旅行会社に登録し、世界から集客を行うラブホテルも増加、また2017年、楽天トラベルが国内の旅行サイトでは初めてラブホテルの掲載を開始、2019年にLINEトラベルjpがラブホテルの掲載を開始した。

## イギリスのラブホテル
イギリス国内には少なく、ブライトンにはラブホテルを冠するホテルはあるが、ホテルスタッフによるホスト、シェフによる料理の提供がなされ、日本のそれとは異なる。

## 韓国のラブホテル
韓国において、日本のビジネスホテルにあたる中価格帯のホテルが極めて少ない為、ラブホテルを外国人観光客も含め、一般旅行者が利用する場合がある。価格の割りに設備がよいことから外国人観光客に人気のホテルもある。韓国には、いわゆる日本式ラブホテルから、韓国独自の「荘旅館」「旅館」などが存在する。ホテルによっては、宿泊者の多くが旅行者というところもあり、日本のようにすべてをラブホテルとして画一的に線引きするのは難しい。ただし、ラブホテルには必ずTVチャンネルにアダルト放送があるので、それが一般のホテルとの違いとなっている。また一部地域において、住宅団地内に、韓国の商習慣にのっとりラブホテルが密集し、近隣住民とトラブルになっている例もある。
2005年のAPEC釜山首脳会議や2010年から始まったF1韓国グランプリでは、会場周辺のホテル不足が深刻化し、取材に訪れた各国記者がラブホテルに宿泊させられる事態となった。2018年の平昌オリンピックでは、前年から既に価格が高騰しており、大会期間中は通常価格の8倍近く、最高で一泊70万ウォンのモーテルも現れている。

## 台湾のラブホテル
台湾では、モーテル（繁体字中国語: 汽車旅館）がラブホテル目的として利用されている。ただし、一般旅行者の利用もある。
また、商務旅館（ビジネスホテル）でもラブホテル兼業の店舗が多く、部屋にはコンドームが用意されていたり、テレビチャンネルにアダルト放送が入っている。ブティックホテルと銘打つホテルも外国客向け予約サイトに通常のホテルとしてリストアップされるがラブホテルを兼業している。

## ブラジルのラブホテル
名称は日本と同様ラブホテルで、ブラジル・ラブホテル協会 (Brazilian Association of Love Hotels, ABM) という組織も存在する。
リオデジャネイロ市内だけでも182軒が存在する。

## フランスのラブホテル
高級シティホテルのスイートルームでは、日本のラブホテルのようなセクシュアルな演出を取り入れた個室が存在する。

## 類似語

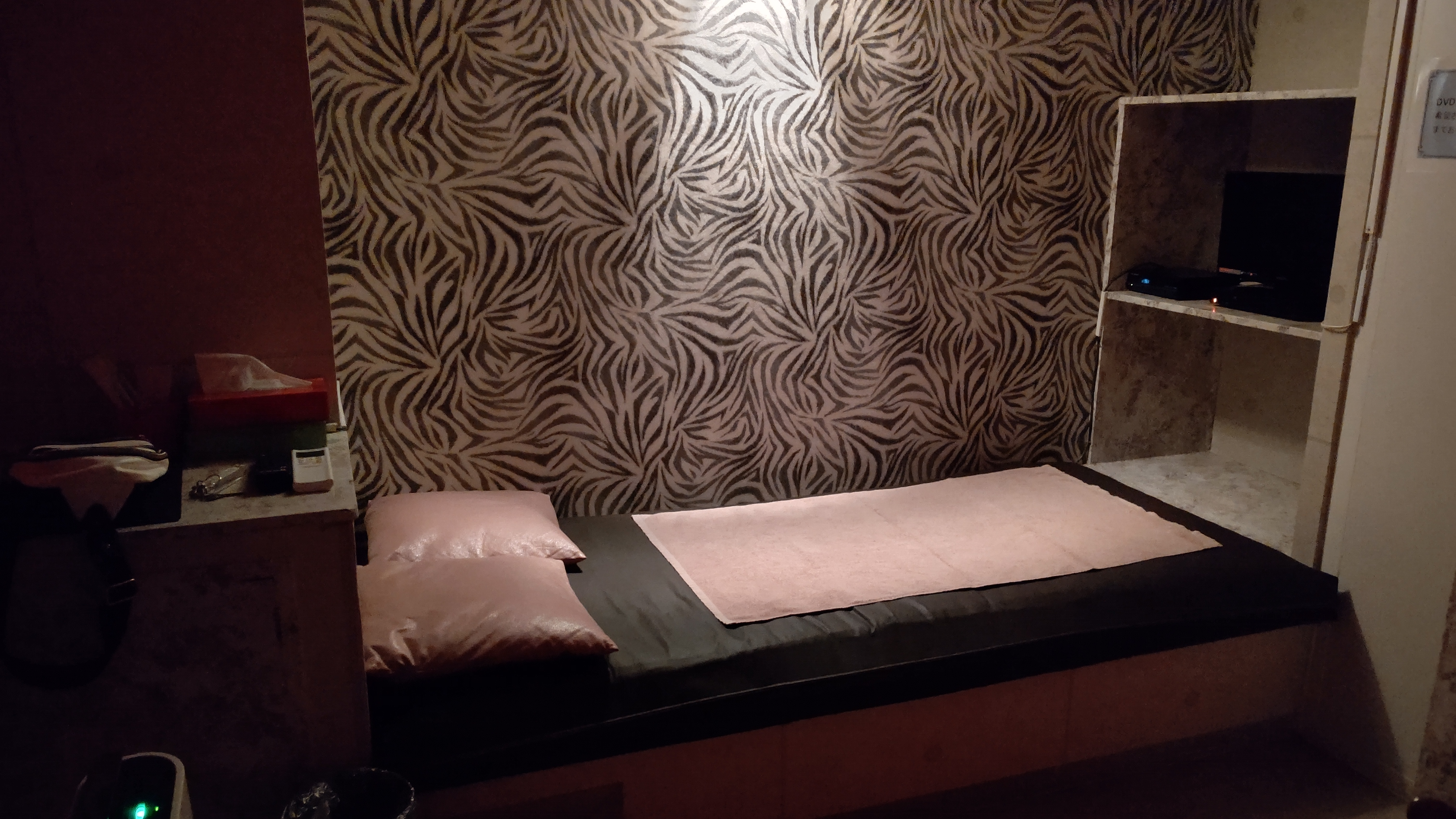
ラブホテルとしても営業しているレンタルルームの客室（東京都豊島区）

モーテル
モーター + ホテルで、自動車のまま入れる形式のホテルのこと。英語圏での「Motel」には性交渉専用のホテルといった意味合いはあまり無いが、ロサンゼルス近郊など地域や都市によってはドライブしているカップルを主な客層とするところもある。性交渉専用の「Motel」は「ADULT MOTEL」という言い方があるが、その存在も名称もあまり一般的ではない。
ファッションホテル
若い世代に合わせたおしゃれな内装のラブホテル。
レンタルルーム
表向きにはネットルーム、貸し会議室と同様に、休息用にベッドやソファ、シャワーが備え付けられている部屋を貸すものである。休息、仮眠を目的とした利用に限らず、実際は性行為を目的とした利用がある。ホテルヘルスなどの無店舗型風俗店のサービス提供場所として利用されているケースが多い。ホテルとは性格が異なり宿泊はできないが、インターネットカフェと同様に、深夜時間帯に長時間利用できる割引サービスを実施している。旅館業法、風俗営業法の指定は受けていないが、条例で規制されているところもある。
逆さクラゲ
かつての「連れ込み宿」が温泉マークで表示されていたことから使われた隠語。